# 門德費拉
門德費拉是非洲東北部國家厄立特里亞的城鎮，也是南部區的首府，位於首都阿斯馬拉以南約54公里，是公元前阿克蘇姆帝國的重要城市，2006年人口約29,000。

## 外部連結
- Mendefera （页面存档备份，存于）

14°53′N 38°49′E / 14.883°N 38.817°E